# باز توسی‌رنگ
باز توسی‌رنگ (نام علمی: Buteogallus schistaceus) نام یک گونه از سرده سارگپه‌های خروسی است.